# 36
36 је била преступна година.

## Догађаји
- Велики пожар у Риму.
- Катастрофална поплава реке Тибар.
- Понтије Пилат је повучен у Рим након што је угушио побуну у Самарији.
- Ирод Антипа трпи пораз у рату са набатејским краљем Аретом IV, који је делом изазван Иродовим разводом од Аретине кћери. Према Јосифу Флавију, пораз Ирода Антипе се нашироко доживљавао као божанска казна за његово погубљење Јована Крститеља.
- Цар Тиберије је наредио гувернеру Сирије Вителију да ухвати или убије Арету. Вителије није много заинтересован да подржи Ирода и престаје да прогони Арету након принцепсове смрти 37. године
- ОК. 36 - Синедрион осуђује светог Стефана (првог хришћанског мученика).
- 36-38 — Апостол Андреј постаје први епископ Византије (†60/70).